# Cangxi

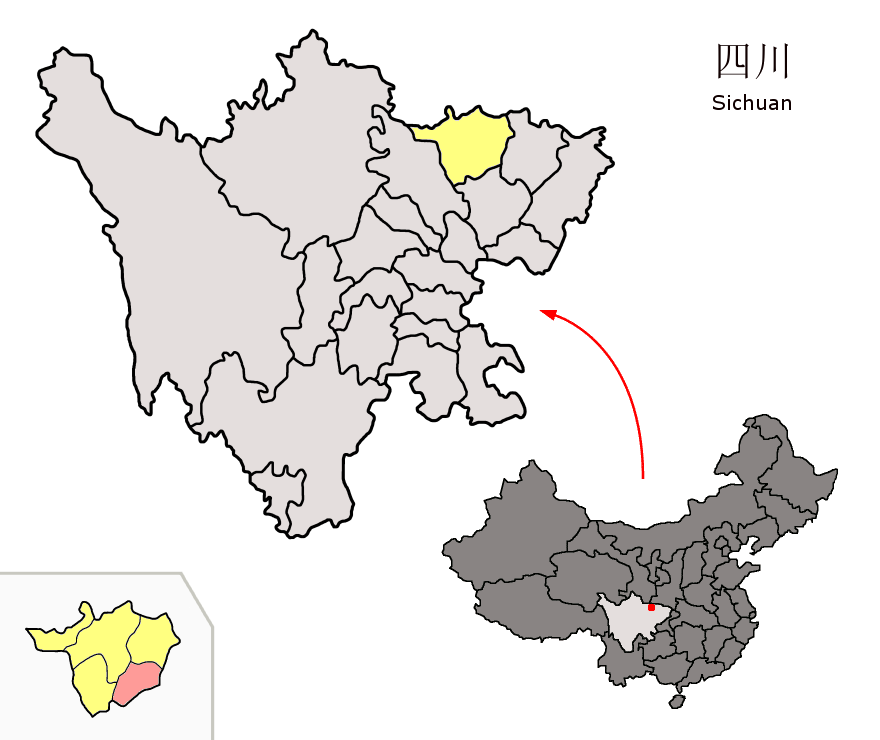
Lage des Kreises Cangxi (rosa) in der bezirksfreien Stadt Guangyuan (gelb).

Cangxi (chinesisch 苍溪县, Pinyin Cāngxī Xiàn) ist ein Kreis der bezirksfreien Stadt Guangyuan in der chinesischen Provinz Sichuan. Er hat eine Fläche von 2.332 Quadratkilometern und zählt 512.617 Einwohner (Stand: Zensus 2020).